# Dinkelberg

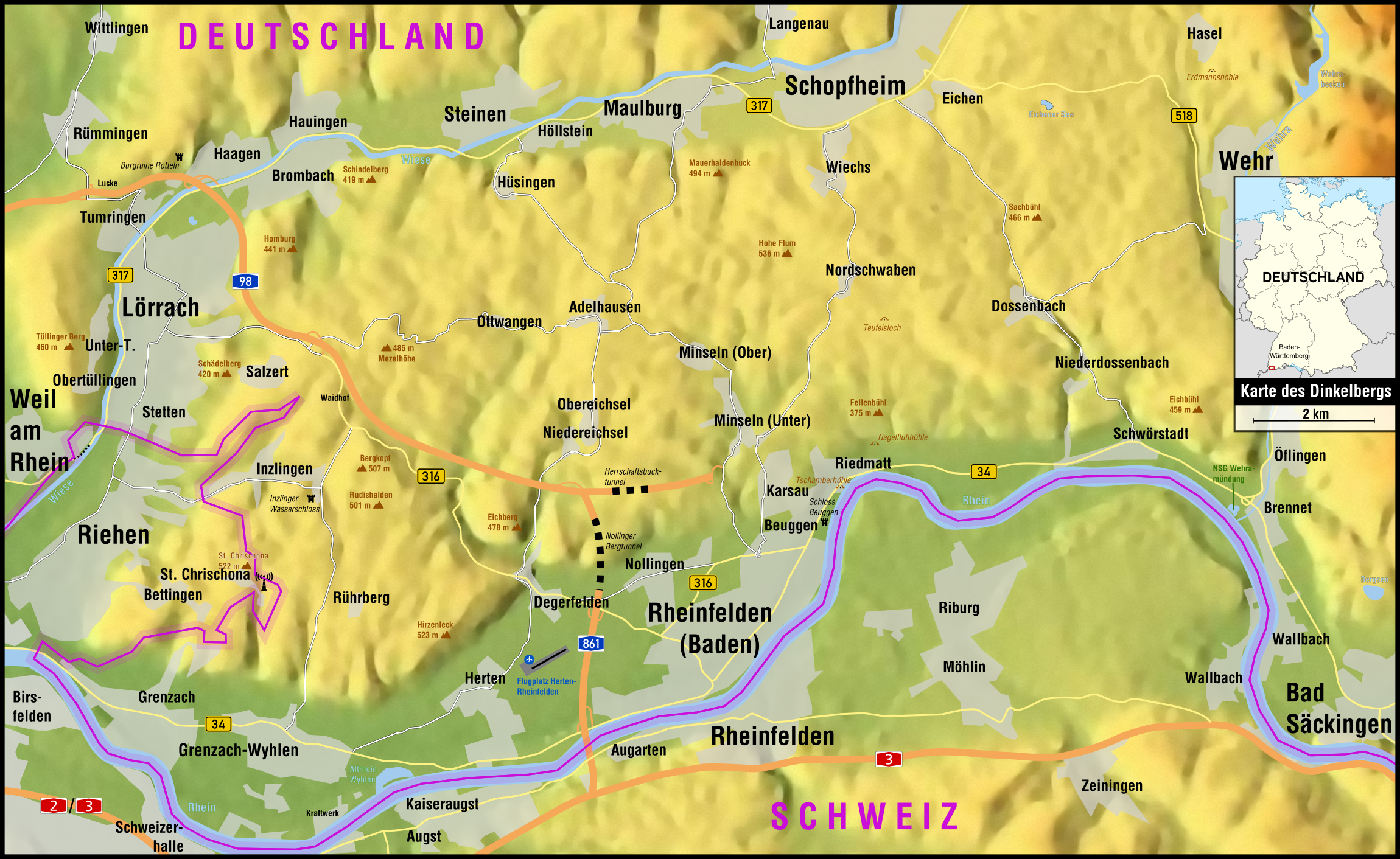
Ubicación del macizo montañoso del Dinkelberg entre el valle del Wiese en el noroeste y norte, el valle del Wehra en el este y el valle del Rin en el sur y suroeste

Dinkelberg (traducido literalmente: Monte de Espelta) es el nombre de un macizo montañoso en el extremo suroeste de Baden-Wurtemberg, Alemania.

## Enlaces
- Wikimedia Commons alberga una categoría multimedia sobre Dinkelberg.